# 無色鉱物
無色鉱物（むしょくこうぶつ、colorless mineral）は、広義には、鉱物種のうち色の付いていない（透明な）鉱物を総称する語であるが、歴史的には造岩鉱物のうち無色および白色のものを総称することが多い。基本的には、火山噴火物などとして出てくることが多い。
具体的には、シリカ鉱物（石英など）、長石類、準長石類のことを指す。Si、Al、Na、Kなどに富み、Fe、Mgが少ないため、珪長質鉱物（フェルシック鉱物、felsic mineral）とも呼ばれている。
無色鉱物を含む火成岩は全体的に白っぽい色になる。
また、高温にならないと融解しない。
有色鉱物に比べて比重が軽いといわれるが例外もある。
花崗岩など大陸地殻を構成する造岩鉱物に多く含まれるといわれる。